# Margaretta Riley
Margaretta Riley, nata Hopper (Nottingham, 4 maggio 1804 – Papplewick, 16 luglio 1899), è stata una botanica britannica, primo pteridologo donna della sua nazione.

## Biografia
Margaretta, chiamata "Meta" dai familiari e amici, nacque il 4 maggio 1804 in una casa di Castle Gate Street, nella città di Nottingham. I suoi genitori, Richard Hopper e Margaretta Lowe si erano sposati il 23 maggio 1803 a Derby, città di origine della famiglia paterna. Richard Hopper era un commerciante di calze e successivamente rilevò dei cotonifici lungo il fiume Leen, trasferendo nel 1821 la famiglia nel villaggio di Papplewick, poco distante. Nel 1826 Margaretta sposò John Riley, un agente immobiliare.
Margaretta condivise con il marito la passione per la botanica e per la collezione di felci; nel 1838 John Riley divenne membro della Botanical Society di Londra  e nel 1840 membro della Linnean Society. Nel 1939 anche Margaretta divenne membro della Botanical Society e contribuì al loro erbario donando una nutritissima serie di campioni che costituivano un completo campionario di tutte le specie e varietà di felci presenti in Inghilterra. Nell'agosto del 1840 la botanica scrisse un saggio intitolato On Growing Ferns From Seed, With Suggestions Upon Their Cultivation and Preparing the Specimens che presentò alla Botanical Society. Alla morte del marito, avvenuta durante un viaggio a York, il 14 dicembre 1846, Margaretta cedette la vasta collezione di piante del coniuge, composta da 2200 campioni, anche se non è nota l'esatta sorte dell'erbario.
Dopo la morte del marito, nell'aprile del 1947, su invito della Botanical Society, Margaretta rinnovò la sua associazione, abbandonando in seguito lo studio della botanica per dedicarsi alla pittura, alla poesia e alla vita sociale del paese di Papplewick, ove morì a causa di una bronchite il 16 luglio 1899 dopo quindici giorni di malattia. I funerali si svolsero nella locale chiesa di St. James, dove ella era stata sagrestana per diversi anni.

## Opere
Tra gli scritti della botanica si annoverano:
- On the British Genus Cystea (1939)[1]
- On Growing Ferns From Seed, With Suggestions Upon Their Cultivation and Preparing the Specimens (1940).[1][2]

Una monografia sulle felci in Gran Bretagna, scritta da Margaretta, fu invece pubblicata a firma del marito, la cui notorietà come botanico accrebbe grazie agli studi dalla moglie.
Nel 1884 scrisse uno dei capitoli della seconda edizione del libro di John Potter Briscoe Old Nottingham sulla storia del suo paese, Papplewick.

## Riconoscimenti
A Riley è stato intitolato l'omonimo cratere situato sulla superficie di Venere.